# 维尔夫特
维尔夫特是德国莱茵兰-普法尔茨州的一个市镇。总面积3.25平方公里，总人口161人，其中男性71人，女性90人（2011年12月31日），人口密度50人/平方公里。